# Mieszkowice
Mieszkowice (Duits: Bärwalde in der Neumark) is een stad in het Poolse woiwodschap West-Pommeren, gelegen in de powiat Gryfiński. De oppervlakte bedraagt 4,73 km², het inwonertal 3581 (2005).

## Verkeer en vervoer
- Station Mieszkowice